# 1572年流浪者法案
1572年流浪者法案，是英國女王伊莉莎白一世通過的一項法律。它是都鐸王朝濟貧法的一部分，也是伊莉莎白時代濟貧法的前身。
1572年的法案規定，治安官必須登記“年老和無能為力”的窮人的名字，以確定需要多少錢來照顧他們。然後，治安官將評估教區的所有居民是否保留他們。窮人的監督者會定期對窮人進行「觀察和搜索」。那些拒絕為窮人救濟捐款的人將被監禁在監獄里。
如果乞丐太多，教區無法供養，則允許治安官許可乞討。任何未經許可的流浪者都要被鞭打並燒穿耳朵。它進一步規定，任何剩餘資金都可用於“安置和安置流氓和流浪漢工作”。
結合1575年窮人法案，1572年法案構成了隨後伊莉莎白時代的濟貧法的基礎。